# Bursztyn meksykański

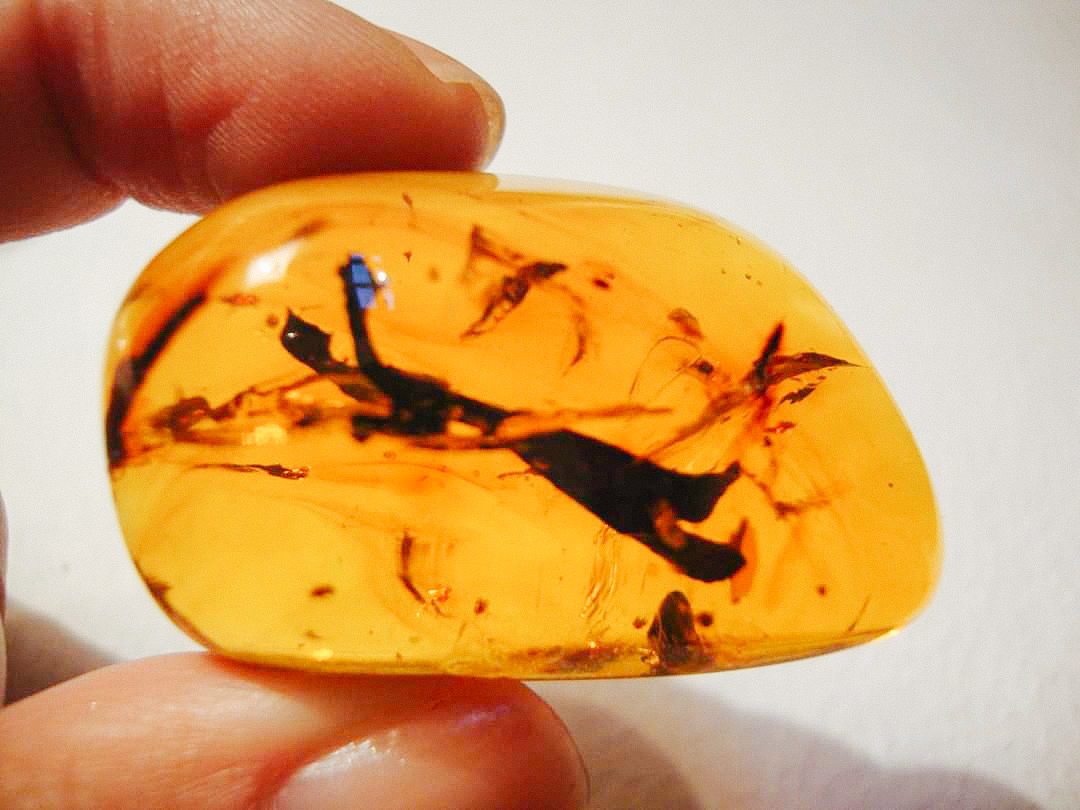
Bursztyn meksykański

Bursztyn meksykański – odmiana bursztynu pochodząca z Meksyku, która powstała w epokach oligocenu i miocenu (era kenozoiczna), trwających od 34 do 5 mln lat temu. Inne jego określenie to bursztyn z Chiapas. Złoża bursztynu meksykańskiego znajdują się w południowo-zachodniej części Ameryki Północnej, w regionie Chiapas nazywanym Simojovel.
Dokładna geneza bursztynu meksykańskiego nie jest znana. Przypuszcza się, że powstał z żywicy dwóch, wymarłych drzew: Hymenaea mexicana i Hymenaea allendis. Wskazują na to fragmenty obydwu tych gatunków, które zachowały się w bursztynie. Jest on często porównywany do bursztynu dominikańskiego. 
Bursztyn z Chiapas zawiera liczne inkluzje kopalnych organizmów, w tym fragmenty grzybów, roślin, owady oraz pajęczaki. 
Bursztyn meksykański oprócz wartości naukowej ma również szerokie wykorzystanie z jubilerstwie.
W Simojovel znajduje się największa kopalnia tej odmiany bursztynu. W tym miejscu wydobywa się aż 95% bursztynu meksykańskiego. Pozostałe kopalnie można znaleźć w Huitiupán, El Bosque, San Andrés Larráinzar, San Andrés Duraznal oraz Pantelhó. Zgodnie z danymi udostępnianymi przez Muzeum Bursztynu w San Cristobal, kopalnie znajdujące się na terenie Chiapas miesięcznie produkują 300 kg surowca.